# Академічна вулиця (Одеса)
Академі́чна ву́лиця (рос. Академическая улица); колишні назви: Піоне́рська ву́лиця (рос. Пионерская улица), Шарлотинський (Шарлоттінський) провулок (рос. Шарлотинский (Шарлоттинский) переулок), вулиця Табірна (рос. улица Лагерная), вулиця Сплітська (рос. улица Сплитская), ву́лиця Сергі́я Варла́мова (рос. улица Сергея Варламова) — вулиця в Одесі, розташована в мікрорайонах Аркадія та Малий Фонтан Приморського району. Вулиця є рекордсменом Одеси за кількістю перейменувань. Востаннє перейменована 2016 року через розташування на ній понад 30 будівель і споруд навчального та житлового типу Національного університету «Одеська юридична академія».
Академічна вулиця простягається від Фонтанської дороги (4-та станція) до Французького бульвару, перетинаючи площу Десятого квітня.

## Історія

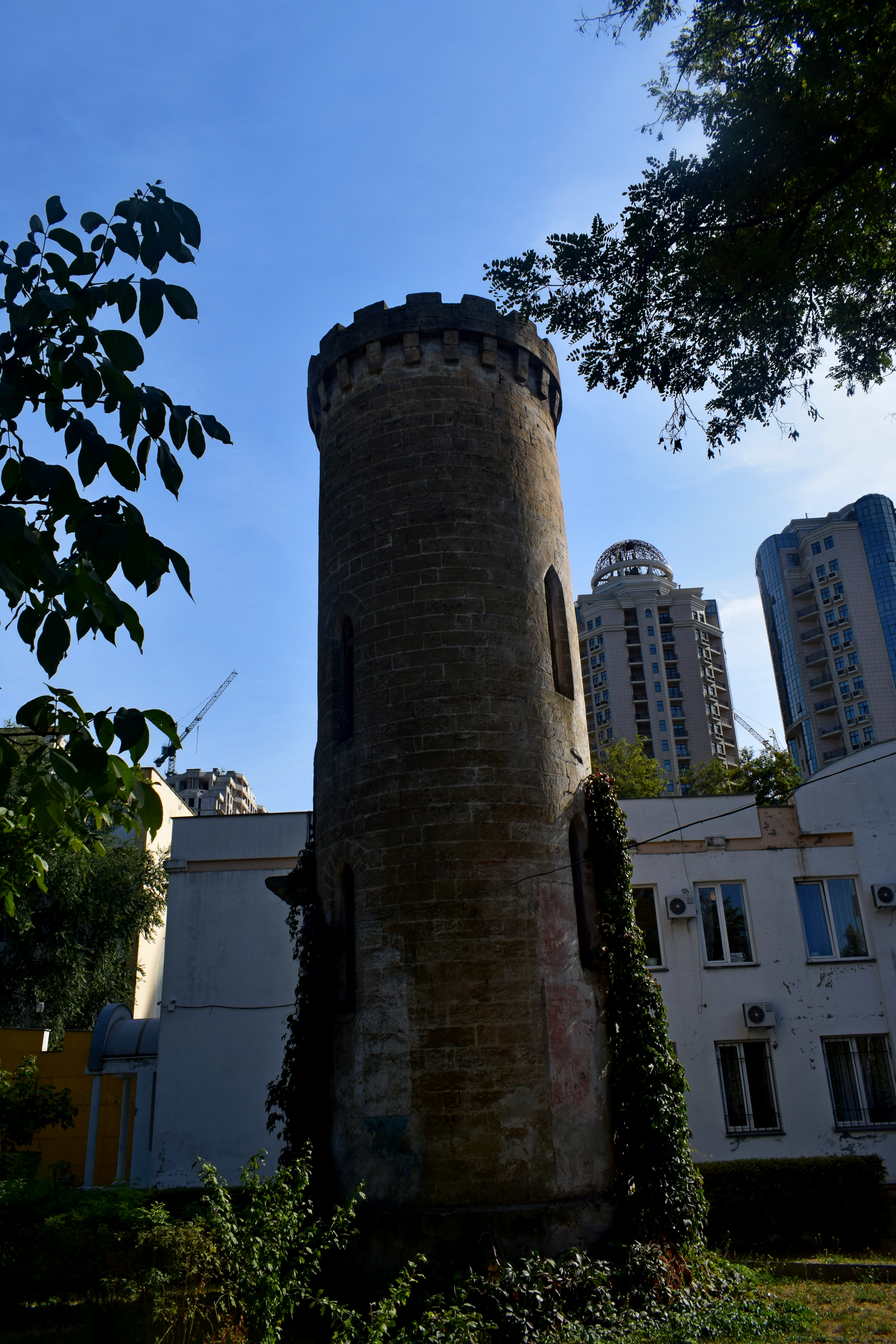
Башта особняка Клімовецького

Теперішня Академічна вулиця за 120 років своєї історії мала чималу кількість назв. Спочатку це був Шарлотинський (Шарлоттінський) провулок — на честь кого, невідомо. Народ, а слідом за ним й одеські картографи перейменували провулок у Шарлатанський: ці місця тоді користувалися поганою славою через сусідні нетрі Голопузівки (теперішній парк Перемоги).
На початку XX століття провулок став вулицею Табірною.
За імперських часів початку XX століття була центральною вулицею котеджного містечка «Самодопомога» (1910-ті рр.).
У 1920 (за іншими даними — у 1922) році більшовики назвали вулицю Піонерською.
У період з 1957 по 1963 роки за проєктами архітектора Генріха Топуза було створено житлові квартали в межах вулиць Піонерської, Черняховського, Сегедської та Говорова. Чітка периметральна забудова, фасади будівель у формах ордерної архітектури створили парадний і представницький вигляд багатьох магістралей, а внутрішнє планування забезпечило ступеневу систему обслуговування жителів: магазини, школи, дитячі установи, майданчики для відпочинку тощо.
У 1960-ті — 1970-ті роки вулиця іменувалася Сплітською, на честь хорватського міста-побратима, потім знову стала Піонерською.
З ініціативи Е. Й. Гурвіца, обраного міським головою, у 2005 році вулиці було присвоєно ім'я Сергія Варламова. Сергій Варламов — начальник управління правового контролю Одеського міськвиконкому, близький побратим Едуарда Гурвіца, в 1998 році його було викрадено та вбито (тіло знайшли у 2005 році).
При зміні влади наприкінці 2010 року вулиці повернули попередню назву — Піонерська.
Чинну назву вулиця здобула через декомунізацію та розташування на ній Одеської юридичної академії (згідно з рішенням Одеської міської ради № 638-VII від 27 квітня 2016 року). Усупереч думці історико-топонімічної комісії міської ради, яка пропонувала назвати вулицю Піонерську на честь архітекторів братів Фраполлі (хоча архітектура вулиці переважно була «творінням» архітектора Г. Топуза, а не братів Фраполлі), депутати погодилися з пропозицією народного депутата Сергія Ківалова й колективу Одеської юридичної академії та назвали її Академічною.

## Транспорт
Частиною вулиці (від площі 10 квітня до Французького бульвару) йде трамвай № 5 (робить зупинку біля студентського містечка Одеської юридичної академії).
Також на площі 10 квітня зупиняються:
- Тролейбуси №№ 5, 7, 9, 13
- Маршрутні таксі №№ 9, 115, 129, 137, 146, 168, 185, 193, 195, 198, 207, 242

На 4-й станції Фонтанської дороги зупиняються:
- Тролейбуси №№ 10, 11
- Маршрутні таксі №№ 175, 210

## Пам'ятки історії та архітектури
1. 9 травня 2001 року на будівлі колишнього ремісничого училища, нині Одеської юридичної академії (вул. Академічна, 5), було відкрито меморіальну дошку на честь Героя Радянського Союзу П. В. Томасевича.